# Say Yes If You Love Me
Say Yes If You Love Me är en EP av Acid House Kings, utgiven i september 2002 av Labrador på CD.
Låten "Say Yes If You Love Me" kom senare att ingå på bandets tredje studioalbum Mondays Are Like Tuesdays and Tuesdays Are Like Wednesdays (2002). På den japanska utgåvan av samma album ingick även "We're the Acid House Kings" som bonuslåt. Övriga spår är unika för denna EP.

## Låtlista
1. "Say Yes If You Love Me"
2. "We're the Acid House Kings"
3. "Almost"
4. "Crying"
5. "Save It for the Weekend"

### Fotnoter
1. ↑  ”Say Yes If You Love Me”. Discogs.com. http://www.discogs.com/Acid-House-Kings-Say-Yes-If-You-Love-Me/release/471964. Läst 2 mars 2012.
2. ↑  ”Mondays Are Like Tuesdays and Tuesdays Are Like Wednesdays”. Discogs.com. http://www.discogs.com/Acid-House-Kings-Mondays-Are-Like-Tuesdays-And-Tuesdays-Are-Like-Wednesdays/release/1996993. Läst 2 mars 2012.